# Ozyptila pullata
Ozyptila pullata (лат.) — вид пауков семейства Пауки-бокоходы (Thomisidae). Встречается в центральной, северной и восточной Европе (в том числе Россия) на сухих лугах. Длина тела самцов от 3,1 мм до 3 мм, самки от 3,3 до 3,6 мм. Основная окраска коричневая со светлыми и тёмными отметинами (стернум и хелицеры тёмно-коричневые, опистосома коричневые с чёрными пятнами).
Голени первой пары ног вентрально с двумя парами шипов; волоски заострённые или булавовидные. Педипальпы самцов с тегулярным апофизом, эпигинум с чехлом. Первые две пары ног развёрнуты передними поверхностями вверх, заметно длиннее ног третьей и четвёртой пар. Паутину не плетут, жертву ловят своими видоизменёнными передними ногами.